# Pseudohaetera hypaesia
Pseudohaetera hypaesia (gênero Pseudohaetera) é uma borboleta neotropical da família Nymphalidae e subfamília Satyrinae, encontrada na Colômbia, Equador, Peru e Bolívia, em habitat de floresta tropical; habitando somente áreas profundamente sombreadas de floresta em altitudes entre cerca de 1.300 a 2.000 metros. São borboletas com asas arredondadas e extremamente translúcidas, com pequenos ocelos, dois no verso de cada asa posterior, e manchas em padrão quadriculado com áreas translúcidas, enegrecidas por cima e alaranjadas embaixo.

## Hábitos
Segundo Adrian Hoskins, estas borboletas são encontradas solitárias, ou em duplas, nos recessos úmidos e sombrios das florestas, sendo de voo quase sempre crepuscular e de baixa altura. Se alimentam de fungos em decomposição.